# Prostaglandina I
La prostaglandina PGI₂, prostaglandina I2 o prostaciclina és una prostaglandina (greix de vint carbonis de llargada i amb un bucle de cinc) que produeix el cos humà i que té fórmula química C₂OH32O₅. El terme prostaciclina generalment es refereix a la PGI2, però pot fer referència a les PGI en general. La diferència és que la prostaciclina PGI2 prové de l'àcid gras omega 6 mentre que la PGI3 prové de l'omega 3. La prostaciclina PGI2 es produeix a les cèl·lules de l'endoteli quan hi actua l'enzim prostaciclina sintasa sobre la prostaglandina PGH2. L'enzim prostaciclina sintasa pot actuar sobre la prostaglandina PGH3, produint prostaciclina PGI3.
La prostaciclina va ser descoberta l'any 1976. Químicament, és un prostanoide, com totes les prostaglandines i el tromboxà, i té massa molecular de 352,47 grams per a cada mol. La prostaciclina sintètica es diu epoprostenol, i a Espanya està comercialitzat com Epoprostenol, Flolan i Veletri.
La prostaciclina és produïda per les cèl·lules endotelials que recobreixen l'aparell cardiovascular. Té efectes fisiològicament oposats al tromboxà A₂: és el més potent inhibidor conegut de l'agregació de les plaquetes, i actua com a potent dilatador dels vasos sanguinis i dels bronquis. És una prostaglandina inflamatòria, que fa augmentar la inflamació dels teixits, l'envermelliment de la pell a causa d'això i del major flux sanguini i sobretot augmenta el dolor a les terminacions nervioses.

## Altres prostaglandines
- Dinoprostona o prostaglandina PGE₂, es pot usar com a abortiu.
- Dinoprost o prostaglandina PGF2α, s'usa per a provocar artificialment el part i l'avortament en animals mamífers, com per exemple, vaques i dones.